# Plácido Francés y Pascual

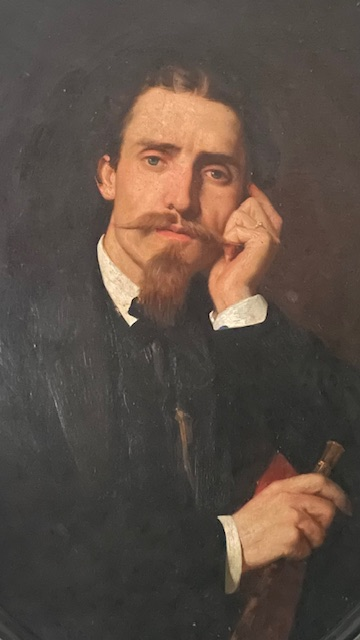
Portrait d'un homme du monde, Espagne, 1865, Placido Francés y Pascual (1834/1902) Collection privée

Plácido Francés y Pascual (Alcoy, abril de 1834-Madrid, 13 de diciembre de 1902) fue un pintor y catedrático español.

## Biografía
Nació en abril de 1834 en Alcoy, empezó a educarse como artista en Valencia pero en 1854 se desplazó a Madrid para completar su formación. Nombrado catedrático de la Escuela Superior de Bellas Artes de Valencia, en abril de 1861, tuvo entre sus alumnos a Antonio Cortina Farinós.
 Hacia 1862 trabajó en la decoración del palacio del Marqués de Dos Aguas, que alberga actualmente el Museo Nacional de Cerámica y de las Artes Suntuarias González Martí.

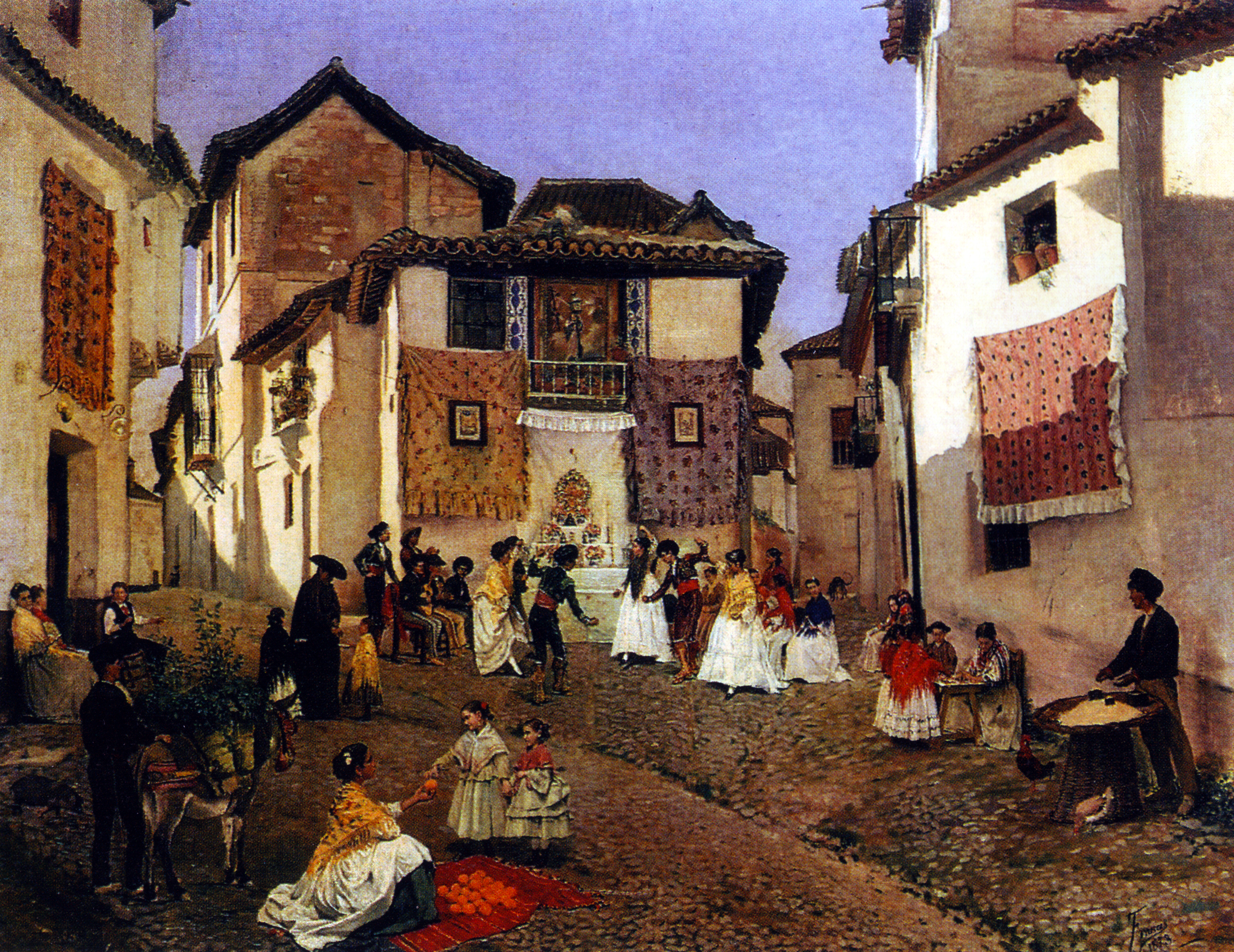
Cruz de Mayo en el Albaicín

En 1870 o 1871 se trasladaría definitivamente a Madrid, donde fue fundador del Círculo de Bellas Artes y de la Asociación de Acuarelistas de Madrid.
En 1871 obtuvo una medalla de tercera clase en la Exposición Nacional de Bellas Artes por su obra Un vivac de pobres, en 1890 otra de igual valía por Un contraste y en 1892 una segunda medalla por El consejo del padre. Tuvo dos hijos que se dedicaron también a la pintura: Fernanda Francés Arribas y Juan Francés Mexía. Fue además primo por parte de padre del pintor Emilio Sala. Fallecido el 13 de diciembre de 1902, fue enterrado al día siguiente en el cementerio de la Almudena de Madrid.
Como artista cultivó la acuarela, el retrato y los cuadros costumbristas y de temática social e histórica. Su pintura ha sido definida como «colorista».